# Die Rettungsflieger
Die Rettungsflieger è una serie televisiva tedesca, prodotta dal 1997 al 2007 dalla Studio Hamburg Filmproduktion. Tra i protagonisti, figurano: Gerit Kling, Ulrich Bähnk, Matthias Leja, Oliver Hörner, Pierre René Müller, Marlene Barlow, Holger Umbreit, Nicolas König, Patrick Wolff, Christian Tasche, ecc.
La serie si compone di 11 stagioni, per un totale di 108 episodi più un episodio pilota in due parti, ciascuno della durata di 45 minuti.
La serie è andata in onda in prima visione sull'emittente ZDF. L'episodio pilota, intitolato Vier Freunde im Ensatz, andò in onda in prima visione il 15 febbraio 1997; l'ultimo episodio, intitolato Schöne Aussichten, fu invece trasmesso l'11 luglio 2007.

## Descrizione
Protagonista della serie è una squadra di elicotteristi di Amburgo, specializzata nel pronto intervento, chiamata quotidianamente a salvare delle vite umane. La squadra è composta dalla Dott.ssa Maren Maibach e dai piloti Thomas Asmus e Alexander Karuhn, che sorvolano la città a bordo dell'elicottero "Anneliese".

## Produzione e backstage
- La serie veniva girata tra Amburgo e Berlino[1]

## Distribuzione
- Die Rettungsflieger (titolo originale)
- The Air Rescue Team (titolo internazionale)[6]
- Mission sauvetages (Francia)[6]
- Mentőhelikopter (Ungheria)[6]